# Natalja Andrejewna Perminowa

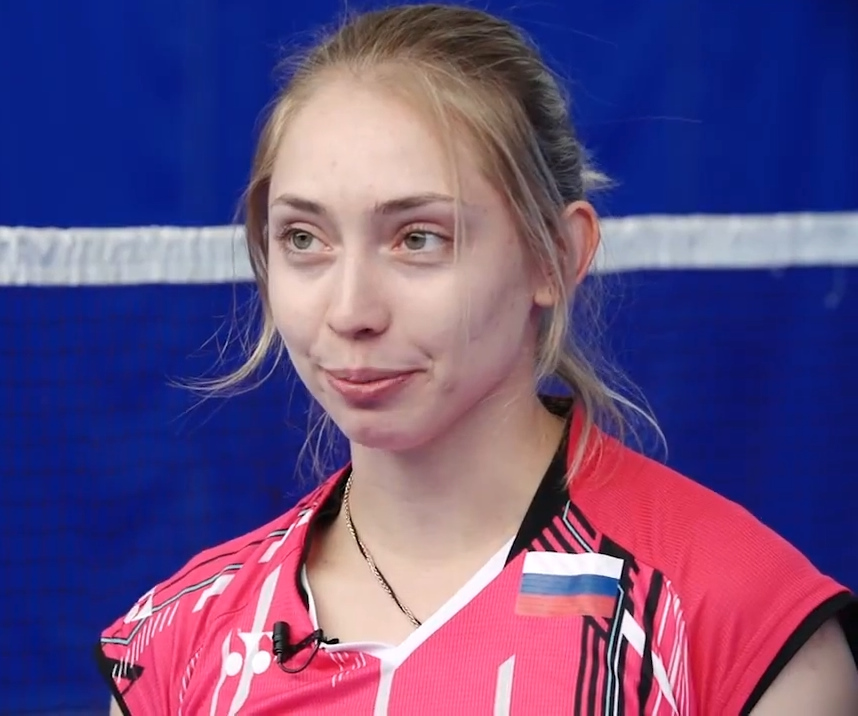
Natalja Perminowa (Mai 2016)

Natalja Andrejewna Perminowa (russisch Наталья Андреевна Перминова, englische Transkription Natalia Perminova; * 14. November 1991 in Jekaterinburg) ist eine russische Badmintonspielerin.

## Karriere
Natalja Perminowa gewann 2008 und 2009 vier Juniorentitel in Russland. 2009 siegte sie im Damendoppel gemeinsam mit Anastasia Chervyakova bei den Cyprus International und wurde Dritte bei den Kharkiv International. 2009 gewann sie ebenfalls Bronze bei den Junioreneuropameisterschaften. 2013 gewann sie die Croatian International.